# 1917年鐵路
此條目列出1917年發生有關鐵路運輸的事件。

## 事件

### 3月
- 3月9日：紐約市地獄門大橋開放使用。
- 3月19日：美國最高法院判定鐵路工人每日工作八小時。

### 4月
- 4月16日：貝克街及滑鐵盧鐵路（英语：Baker Street and Waterloo Railway）由威爾斯登交匯站延長至沃特福德交匯站。

### 5月
- 5月9日：埃塞－吉布提鐵路通車。

### 8月
- 8月1日：貝克街及滑鐵盧鐵路（英语：Baker Street and Waterloo Railway）加設石橋公園站。

### 10月
- 10月22日：澳洲橫貫鐵路（英语：Trans-Australian Railway）通車[1][2][3]。該鐵路以全長497公里橫跨納拉伯平原而沒有彎道，是世界所有鐵路最長的直線路段。

### 11月
- 11月1日：東武鐵道鬼怒川線高德站（現名新高德站）啟用[4]。
- 11月1日：臺東線三笠驛（今三民車站）、璞石閣驛（今玉里車站）啟用。

### 12月
- 12月3日：魁北克大橋經過20年規劃、興建，以及中途兩次的部分倒塌後終於通車[5]。
- 12月26日：美國總統根據聯邦擁有及控制法案（英语：Federal Possession and Control Act）在第一次世界大戰期間將美國鐵路國有化，納入美國鐵路管理局（英语：United States Railroad Administration），兩日後實行。